# Bergen (Hollande-Septentrionale)
Pour les articles homonymes, voir Bergen.
Bergen () est une commune côtière et un village néerlandais, situé dans la province de Hollande-Septentrionale. La superficie de la commune est de 120,23 km2 dont 21,27 km2 d'eau. Sa population est de 29 715 habitants (2021).
Sa situation sur la côte de la mer du Nord fait de cette commune un lieu de vacances. La ville de Bergen possède l'une des treize Écoles européennes.
La commune est constituée des localités d'Aagtdorp, Bergen aan Zee, Bregtdorp, Camperduin, Catrijp, Egmond aan den Hoef, Egmond aan Zee, Egmond-Binnen, Groet, Hargen, Rinnegom, Schoorl, Schoorldam (partiellement) et Wimmenum.

## Histoire
Le 19 septembre 1799 à Bergen, les généraux français Brune et batave Daendels défont l'armée anglo-russe du duc d'York.
En 1938, la ville accueille le premier Congrès international de la jeunesse de l'histoire.

## Ruïnekerk

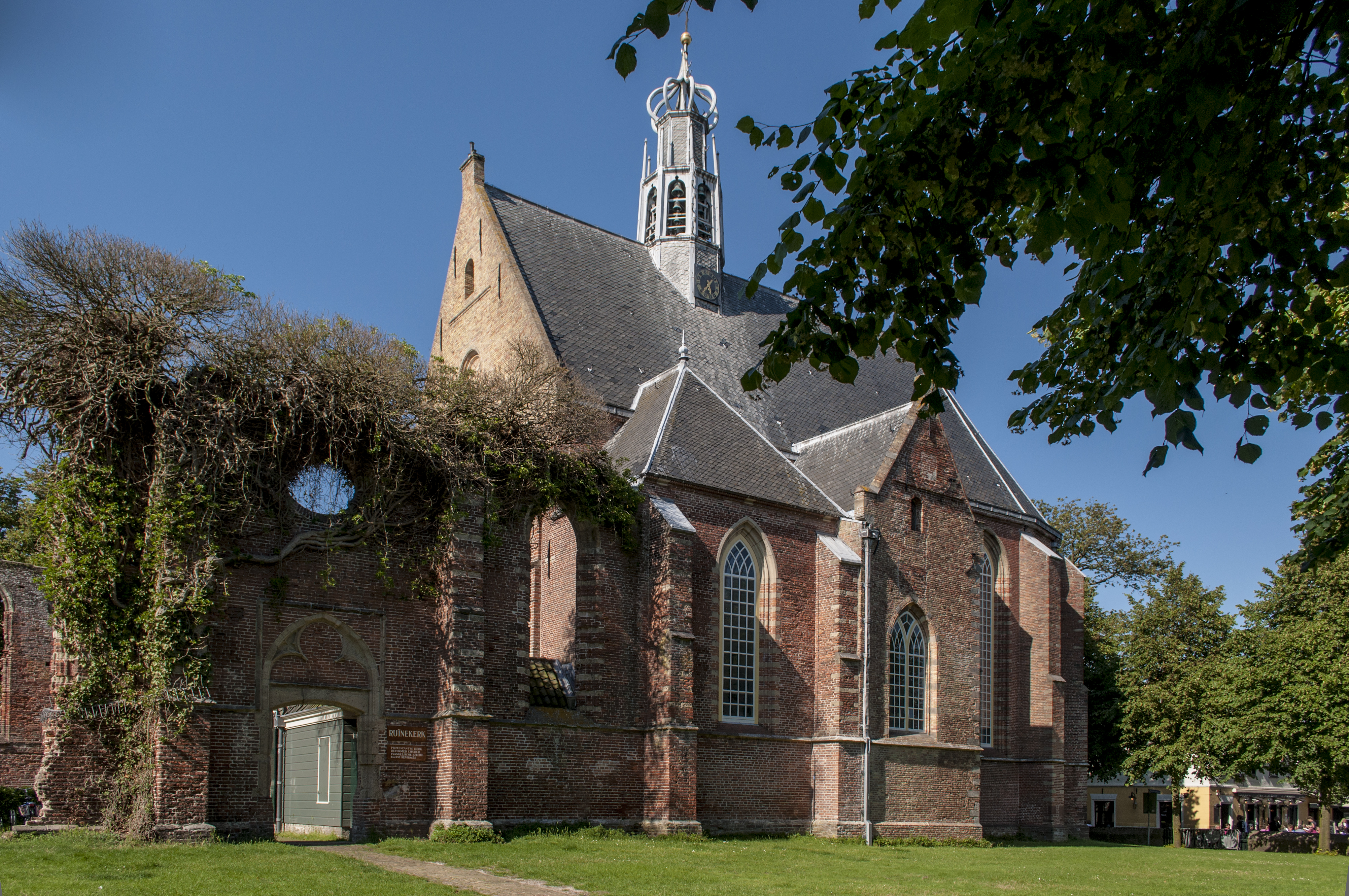
Ruïnekerk.

La ville abrite un site du XVe siècle, le Ruïnekerk, comprenant une église, des mausolées et un ensemble de ruines. Partiellement détruit au cours des guerres du XVIe siècle, il est progressivement reconstruit au cours du XVIIe siècle, puis restauré de 1955 à 1961.
Le site abrite notamment la crypte funéraire d'un rameau de la Maison de Nassau, ainsi que vingt-cinq tombeaux de notables néerlandais.

## Politique et administration

### Liste des bourgmestres successifs
| Portrait                                                           | Identité                                                       | Période | Période  | Durée  | Étiquette                                        |
| Portrait                                                           | Identité                                                       | Début   | Fin      | Durée  | Étiquette                                        |
| ------------------------------------------------------------------ | -------------------------------------------------------------- | ------- | -------- | ------ | ------------------------------------------------ |
| Hendrik Wytema                                                     | Par intérim : Hendrik Wytema (d) (2 avril 1906 - 10 juin 1974) | 1959    | 1960     | 1 an   | Parti travailliste                               |
| Lo de Ruiter                                                       | Lo de Ruiter (en) (12 juin 1919 - 18 mai 2008)                 | 1960    | 1971     | 11 ans | Parti travailliste                               |
| Jan Ritsema                                                        | Jan Ritsema (d) (12 mars 1931 - 6 juin 2023)                   | 1971    | 1996     | 25 ans | Parti travailliste                               |
| Pas de portrait sous licence libre disponible pour Irma Günther.   | Par intérim : Irma Günther (d) (née le 3 avril 1939)           | 1996    | 2001     | 5 ans  | Parti populaire pour la liberté et la démocratie |
| Pas de portrait sous licence libre disponible pour Paul de Winter. | Paul de Winter (d) (né le 21 avril 1949)                       | 2001    | 2007     | 6 ans  | Démocrates 66                                    |
| Fons Hertog                                                        | Par intérim : Fons Hertog (d) (né le 13 octobre 1947)          | 2007    | 2008     | 1 an   | Parti populaire pour la liberté et la démocratie |
| Hetty Hafkamp, 2 janvier 2000.                                     | Hetty Hafkamp (d) (née le 9 mars 1953)                         | 2008    | En cours | 17 ans | Gauche verte                                     |